# Þingvallaskógar
Les Þingvallaskógar, toponyme islandais signifiant littéralement en français « les forêts des plaines du Parlement », sont l'une des principales forêt d'Islande. Situées dans le sud-ouest du pays, elles occupent la partie centrale de la vallée des Þingvellir, sur le rivage septentrional du Þingvallavatn. Elles se sont développées sur le Þingvallahraun, un désert de lave qui occupe le fond des Þingvellir. Sur sa lisière méridionale et la moitié sud de sa lisière occidentale, elles sont longées par la route 361, sur la moitié nord de sa lisière occidentale par la route F550 tandis que la route 36 la traverse en leur centre.

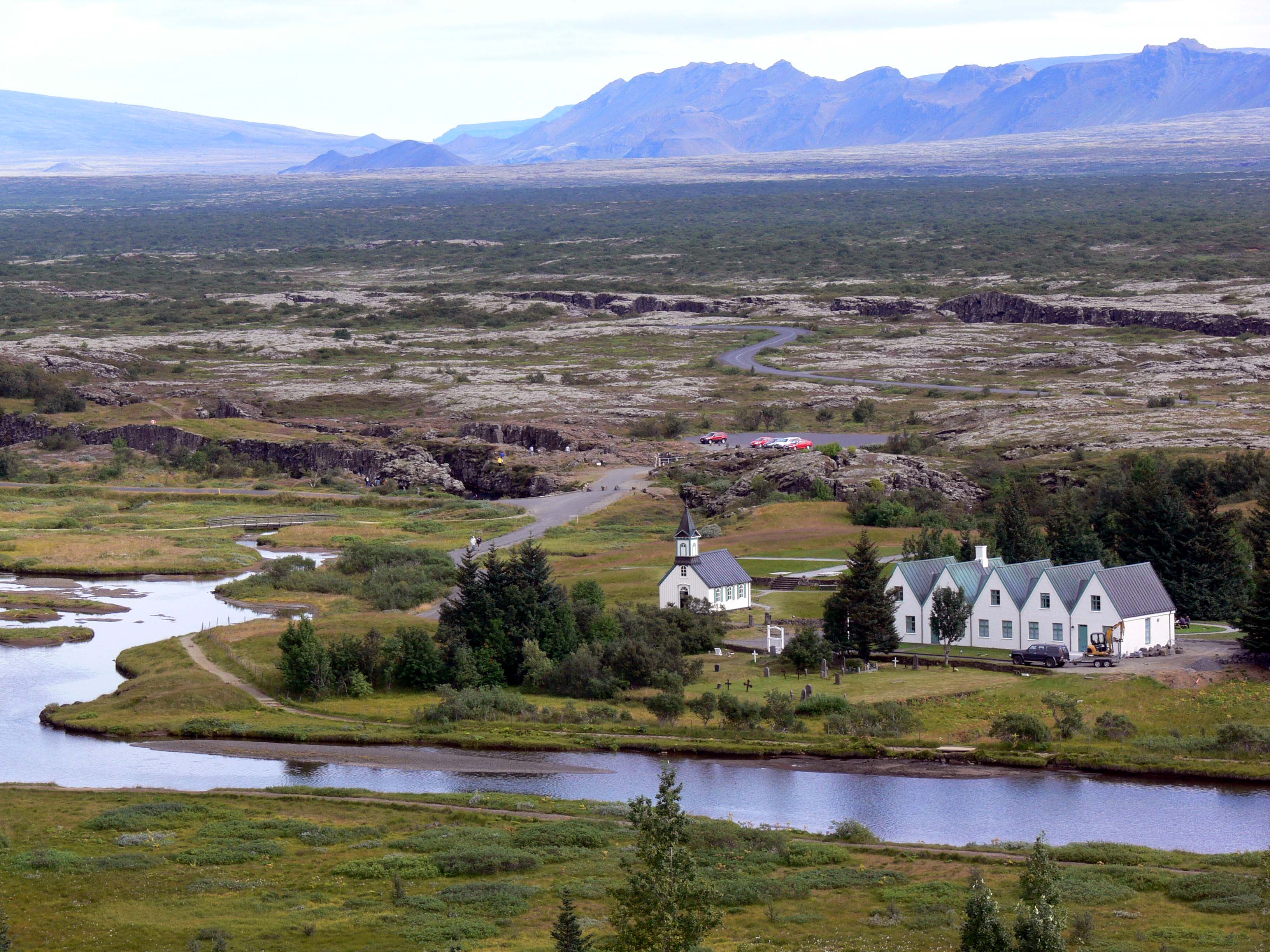
Vue des Þingvallaskógar (second plan) depuis le rebord sud-ouest des Þingvellir.